# Ґоразд Росоклія
Ґоразд Роксолія (мак. Горазд Росоклија), (нар. 21 квітня 1949 року) — сучасний македонський вчений, спеціаліст в галузі досліджень невропатології та нейроімунології. З 1992 року — професор медицини Колумбійського університету Нью-Йорка.

## Життєпис
Ґоразд Роксолія народився 21 квітня 1949 року у Скоп'є. Освіту отримав у рідному місті. В 1976 році закінчив медичний факультет університету св. Кирила і Мефодія.
Після проходження стажування працював у Клініці невропатології та психіатрії, де довершив спеціалізацію у даних галузях. З 1978 року працював в цьому закладі асистентом.
У 1985—86 роках Ґоразд Роксолія проводив дослідження з невропатології та невроімунології у лабораторіях госпіталю Сальпетрієр у Парижі. По поверненню до Скоп'є — заснував нову лабораторію нейроімунології та іммунопатології на базі Клініки невропатології та психіатрії при медичному факультеті, якою керував з 1987 до 1992 року.
У 1990 році захистив докторську дисертацію на тему «Характеристика підтипів лімфоцитів у тканинах головного мозку та крові у хворих з пухлинами головного мозку та їх значення для прогнозу і лікування». У тому ж році він був обраний доцентом на кафедрі невропатології та психіатрії медичного факультету.
Наразі свої нейроімунологічні дослідження доктор Роксолія продовжує на базі Колумбійського університету Нью-Йорка. Робота із всесвітньо відомими експертами у галузях невропатології та психіатрії вивела Ґоразда Роксолію в число найвідоміших невропатологів США та закордону.
З 1998 до 2005 року був доцентом психіатрії, а з 2005 — став професором клінічної психіатрії на кафедрі психіатрії Колумбійського університету.
Роксолія є автором та співавтором багатьох наукових робіт на основі своїх досліджень.

## Членство
- з 1980 — член Македонської асоціації неврологів та психіатрів;
- з 1986 — Європейського неврологічного товариства;
- з 1993 — Американської академії неврології;
- з 1996 — Американської асоціації невропатологів;
- з 10 травня 2006 — Македонської академії наук і мистецтв[2]
та багато інших асоціацій та науково-дослідницьких центрів.

## Нагороди
- Ґоразд Роксолія двічі нагороджений за спортивні досягнення року вищою спортивною нагородою «25 травня».
- За підкорення Евереста у 1989 році у складі македонської експедиції Роксолія отримав «Нагороду 11 жовтня» за досягнення протягом життя.[3]